# Subdivisões da Chéquia
A Chéquia (Tchéquia) é organizada em 13 regiões (checo: kraje, singular - kraj) e  uma cidade capital (hlavní město), Praga:
| Núm. | Região (em checo)                      | Capital          |
| ---- | -------------------------------------- | ---------------- |
| 1    | Karlovy Vary (Karlovarský kraj)        | Karlovy Vary     |
| 2    | Ústí nad Labem (Ústecký kraj)          | Ústí nad Labem   |
| 3    | Liberec (Liberecký kraj)               | Liberec          |
| 4    | Hradec Králové (Královéhradecký kraj)  | Hradec Králové   |
| 5    | Pardubice (Pardubický kraj)            | Pardubice        |
| 6    | Olomouc (Olomoucký kraj)               | Olomouc          |
| 7    | Morávia-Silésia (Moravskoslezský kraj) | Ostrava          |
| 8    | Plzeň (Plzeňský kraj)                  | Plzeň            |
| 9    | Boémia Central (Středočeský kraj)      | Praga (Praha)    |
| 10   | Praga (Praha)                          |                  |
| 11   | Boémia do Sul (Jihočeský kraj)         | České Budějovice |
| 12   | Vysočina                               | Jihlava          |
| 13   | Morávia do Sul (Jihomoravský kraj)     | Brno             |
| 14   | Zlín (Zlínský kraj)                    | Zlín             |